# Tom Löwenthal
Thomas Henri Maria (Tom) Löwenthal (Amsterdam, 12 januari 1954) is een Nederlands componist en dirigent.

## Jeugd
Löwenthal is de vijfde van zeven kinderen uit een muzikaal huisartsengezin te Amsterdam. Zijn grootvader was hoofdvakdocent muziektheorie aan het Amsterdamse conservatorium en kerkorganist. De eerste lessen op muziekgebied ontving hij van Bernard Huijbers, toen jezuïet, muziekleraar en koordirigent op het Ignatiuscollege. Na de HBS studeerde Löwenthal muziek en compositie aan het Nederlands Instituut voor Kerkmuziek en het Koninklijk Conservatorium in Den Haag. Theater- en kerkmuziek streden bij Löwenthal om de voorrang.

## Kerkmuziek
Als muziekstudent van begin twintig begon Löwenthal melodieën te schrijven bij kerkliederen van Huub Oosterhuis. Het werd in veertig jaar een vast onderdeel van zijn werk – niet alleen voor meerstemmig koor maar ook voor orkest. CD’s van Oosterhuis en Löwenthal zijn  onder meer Die mij droeg, Missa Solemnis, Aanhef, Wees hier aanwezig en Voor uw aangezicht. Ook in het Duits zijn er cd’s met vertaalde liederen van Oosterhuis en op muziek van Löwenthal (samen met andere huiscomponisten,  Bernard Huijbers en Antoine Oomen). Ook leverde hij composities voor liederen en cd’s van andere dichters en dichteressen. Löwenthal is dirigent van het koor van de Amsterdamse Studentenekklesia, dat in de kerkdiensten vrijwel uitsluitend teksten en liederen van Oosterhuis gebruikt. Daarnaast is hij zowel in Nederland als in Duitsland actief in lieddagen ter bevordering van dit repertoire.
Prijs
In april 2007 won Löwenthal samen met de tekstdichter Margryt Poortstra de eerste prijs voor het oecumenische kerklied Welkom; het lied is te vinden op de cd van het Nieuw LiedFonds Kostbare bronnen.

## Theatermuziek
Tom Löwenthal heeft buiten de kerk tal van  koren geleid, vooral in Amsterdam. In enkele gevallen dirigeerde hij daar eigen composities, zoals ‘De wonderbaarlijke visvangst’  en ‘De kleine zeemeermin’. Ook dirigeerde hij ander theaterwerk zoals in 1991 het Amsterdams Mirakelspel van Mohamed el-Fers, in 2006 de opera Mahagonny van Bertolt Brecht en Kurt Weill. In 2008 kreeg hij van Joop van den Ende de muzikale leiding van de musical Sunset Boulevard van Andrew Lloyd Webber (Koninklijk Theater Carré). De samenwerking werd na korte tijd verbroken. 
In 2014 was hij componist en muzikaal leider van de nieuwe opera 'Ben je thuis voor het donker' (script en regie Erik Karel de Vries). Het was toen 70 jaar geleden dat tijdens de Tweede Wereldoorlog het bombardement van Nijmegen plaatsvond.

## Leerdichten
Behalve liturgische liederen heeft Huub Oosterhuis de laatste twintig jaar ook enkele ‘leerdichten’ geschreven, bestemd voor buiten het kerkgebouw.  Löwenthal  maakte daar composities bij voor solisten, meerstemmig koor en orkest. Het Lied van de Aarde (1989), Het lied van de Eeuw (1999), Het Lied van de Woorden (2007, Duitse première in 2004) en Iemand Meer – (in opdracht van de Dag van de Palliatieve Zorg, 2007). 
Op 1 november 2009 ging van zijn hand Oosterhuis' zestiendelige 'Dodenvesper' in première, een compositie voor solisten, koor, piano, orgel en viool.

## Personalia
Löwenthal heeft twee kinderen, een zoon uit 1998 en een dochter uit 2007; hij was getrouwd met dominee Petra Kerssies te Wadenoijen. Zij overleed op 17 oktober 2011 bij een verkeersongeval. Zijn jongste broer Luc Löwenthal dirigeert en componeert eveneens.